# Tomislav Beronić
Tomislav Beronić (Vukovar, 9. srpnja 1965.) hrvatski književnik, glagoljaš, računalni programer i slobodni istraživač.

## Životopis
Rođen je 1965. u Vukovaru, u radničkoj obitelji, a djetinjstvo provodi u Borovu Naselju, gdje završava i osnovnu školu. Maturirao je u vukovarskoj matematičkoj gimnaziji. Igrao je nogomet u NK Borovu te je završio obuke za pilota jedrilice i padobranca. U Zagrebu je studirao matematiku i prometne znanosti. Tijekom studija bio je novinar i tehnički urednik Studentskog lista. Bio je programer i nakladnik desetak godina u Švicarskoj i Njemačkoj, no od 1998. živi ponovno u Hrvatskoj, u Krnjaku kod Karlovca.

## Književnost
Književnošću se počeo baviti u zrelim godinama. Za svoj prvi roman Peta dimenzija (2016.) dobio je književnu nagradu „Artefakt 2016” za najbolje djelo iz područja spekulativne fikcije prema izboru publike. Napisao je dva nastavka tog romana - Tajanstveni tekton (2018.) i Vrijeme snova (2019.) kojima je zaokružio književnu cjelinu trilogije Peta dimenzija. 
Kratikim romanima Memoari utajivača poreza (2019.) i Proračun (2021.) okušao se u žanru satire na aktualna gospodarska i politička događanja u Hrvatskoj.
U žanru povijesne fikcije objavio je zbirke kratkih priča Frangere pane - priče o Frankopanima (2021.) i Stella aurea - priče o Frankopanima (2023.)
U kolovozu 2023. godine objavio je Misal kneza Anža Frankopana, prvi roman ikad otisnut glagoljicom koji je ujedno i prva u cijelosti glagoljicom otisnuta knjiga nakon 118 godina. Latinično izdanje tog romana objavio je u siječnju 2024. godine.
U području putopisne fikcije objavio je tri zbirke kratkih priča: Dopala te Šolta (2022.), Smaragdnim rijekama i dolinama (2023.) i Banova vrela pod kraljevom gorom (2024.) u sklopu projekata virtualnih interaktivnih vodiča lokalnih turističkih zajednica.
U veljači 2025. godine objavio je knjigu Glagoljica prije Ćirila i Metoda u kojoj je sažeo spoznaje i razmišljanja o porijeklu glagoljice kojom se bavi od gimnazijskih dana. U toj knjizi iznosi argumente za tvrdnju da se preteče znakova glagoljice može prepoznati u motivima nakita Japoda, Liburna, Histra, Delmata i drugih ilirskih plemena na prostoru od Istre pa sve do Crnog mora, te ukrasima na keramici što ga navodi na zaključak da su upravo ilirske žene tijekom brojnih stoljeća pomalo razvijale komunikacijski alat iz kojega je ustrojeno pismo u povijesti zapamćeno kao bukvica ili jerolimica, a koje se od XVII. stoljeća naziva glagoljicom.[nedostaje izvor]

## GlagoMatika
GlagoMatika je mrežna aplikacija i videoigra prepoznavanja i zbrajanja brojeva na glagoljici koju je Beronić objavio 2020. godine i učinio dostupnom potpuno besplatno. Za Dan hravtske glagoljice i glagoljaštva 22. veljače 2021. organizirano prvo matematičko natjecanje u znanju i prepoznavanju glagoljskih brojeva pod istim imenom (GlagoMatika) na kojemu je sudjelovalo 92 natjecatelja osnovnoškolskog uzrasta iz Hrvatske, Bosne i Hercegovine i Švicarske.
Krajem 2023. godine organizaciju natjecanja preuzima Družba čuvara baštine Frankopani. Početkom 2024. godine registrirano je preko 2500 učenika i mentora GlagoMatike. 
Završno natjecanje GlagoMatika 2024. održano je u frankopanskom kaštelu Dubovac u Karlovcu 4. lipnja 2024. godine, a na njega je pozvano po deset najboljih natjecatelja iz svake skupine (AZ, BUKI, VEDI) koji su u tri pripremna online natjecanja tijekom školske godine 2023/24. ostvarili najbolje rezultate.
Završno natjecanje GlagoMatika 2025. održano je u frankopanskom kaštelu Ogulin 6. lipnja 2025., a domaćin natjecanja bio je Zavičajni muzej Ogulin.

## Članstva
Član je Družbe Braća Hrvatskoga Zmaja i nosi ime Zmaj od glagoljice, Družbe čuvara baštine „Frankopani”, Društva za promicanje kulture „Kvaka”, Književnog kruga Karlovac, CEIK „Braća Seljan” Karlovac i dr.

## Vanjske poveznice
- Osobne mrežne stranice